# Herrschaftsform
Herrschaftsform bezeichnet zentrale Begriffe der Politikwissenschaft, der Soziologie und der politischen Philosophie. Diese betreffen die spezifischen Ausprägungen politischer Herrschaft, d. h. die zentralen Aspekte der Herrschaftsausübung (Umfang, Struktur, Herrschaftsweise) und des Herrschaftszugangs. Je nachdem, welche Aspekte des Politischen im Zentrum der Aufmerksamkeit stehen, ergeben sich unterschiedliche Konzeptionen und Klassifikationen der Herrschaftsformen.

## Antike

### Herodot
Die als Teil der Historien des antiken Geschichtsschreibers Herodot überlieferte Verfassungsdebatte stellt aufgrund der antiken Rezeption und nachmaligen Überlieferung eine prägende Quelle zur Typisierung von Gemeinwesen bis in die frühe Neuzeit dar. In dieser Schrift vergleicht Herodot die Vor- und Nachteile einer autokratischen Alleinherrschaft durch Könige, der Gleichberechtigung der Vollbürger in der Isonomie und der gemeinsamen Regierung durch Wenige, Auserwählte und Geeignete (Aristokratie). Der relevante Aspekt des Politischen ist dabei zum einen die Gesetzgebung, die sich an Tradition und Gemeinwohl orientieren soll, sowie das Treffen politischer Entscheidungen, das uneigennützig und ebenfalls gemeinwohlförderlich sein soll. In seiner Unterscheidung von Alleinherrschaft, Herrschaft weniger und der Herrschaft aller Vollbürger sind die Staatsformen Monarchie, Aristokratie und Demokratie bereits vorweggenommen. Die „Verfassung“ im Sinne Herodots geht jedoch über die Staatsform hinaus und berücksichtigt auch Probleme der Regierungspraxis; diese Einteilung hielt sich mit Adaptionen bis in die frühe Neuzeit. Sie wird heute nur noch selten zu Rate gezogen, da sie sich nicht hinreichend klar von der Definition der Staatsformen abgrenzt. Übrig geblieben sind allerdings – ungeachtet der modernen Differenzierung – Überschneidungen zwischen den Konzepten. So kann zum Beispiel auch heute noch der Begriff „Monarchie“ sowohl als Staats- wie auch als Herrschaftsform angesehen werden.

### Aristoteles
Die Abtrennung der Staatsform von der Verfassung des Gemeinwesens und damit von der Herrschaftsform im neuzeitlichen Sinne stammt aus der aristotelischen Tradition, auch wenn diese stark den Vorzug einer gemischten Verfassung betonte. In der Politik von Aristoteles werden politische Systeme sowohl nach der Qualität der Herrschaft in „gemeinwohlorientierte“ Staatsformen (Monarchie, Aristokratie und Politie) und ihre „Entartungen“ (Tyrannis, Oligarchie, Demokratie) unterschieden. Der Begriff der Politie entspricht bei Aristoteles eher dem der modernen rechtsstaatlichen Demokratie und der aristotelischen Demokratie eher dem des Populismus.

## Neuzeit
Ausgehend von der Einteilung der aristotelischen Tradition wurden Verfassungskreisläufe entwickelt, bei der die jeweils gemeinwohlorientierte Form zunächst durch die von Partikularinteressen bestimmte Form bei derselben Anzahl der Herrschenden abgelöst wird, bis durch eine Krise der Übergang zur nächsten (einer → mehrere → alle) erfolgt. Die Instabilität der Krise wurde dabei als bedrohlich für das Überleben des politischen Gemeinwesens betrachtet und daher bis in die Neuzeit eine Mischverfassung favorisiert, bei der sich die Interessen des Alleinherrschers, der Vornehmen und Gebildeten und der Masse gegenseitig ausgleichen und somit die Krise verhinderten (etwa bei Niccolò Machiavelli oder bei Giambattista Vico). Neue Impulse empfing die Betrachtung der Staatsformen durch den Versuch, Rechtsprechung, Gesetzgebung und Exekutivhandeln sowie politische Willkür klar voneinander abzugrenzen. So findet sich ein Echo der Mischverfassungslehre in den neuzeitlichen Theorien der Gewaltenteilung, während die Frage nach der Quelle des für des Gemeinwesen maßgeblichen Rechts und der Legitimität politischer Entscheidungen der Ausgangspunkt für moderne Theorien der Souveränität würde.

### Kants „Formen der Beherrschung“
In der Aufklärung stellte Immanuel Kant ein neues Ordnungsmodell auf, das die Staatsformen gemäß der „Form der Beherrschung“ oder forma imperii und der Regierungsart einteilt (Immanuel Kant: AA VIII, 351–353). Dabei entspricht die forma imperii der Dreiteilung nach Anzahl der Herrschenden bei Aristoteles, die zuvor in der staatsrechtlichen und philosophischen Literatur auch als Staatsform bezeichnet wurde. Ihr stellte Kant jedoch explizit eine forma regiminis („Form der Regierung“) gegenüber, der entweder die Willkür der Herrschenden oder die Herrschaft vermittels von Institutionen und allgemeinen Gesetzen (von Kant als ‚republikanisch‘ bezeichnet) entsprach. So erhielt er sechs grundlegende Formen der bürgerlichen Verfassung oder des Staates; wichtiger als die terminologische Verschiebung war jedoch die Entmoralisierung der Herrschaftsform: Ob ein Monarch oder ein Parlament herrschte, war nun keine Frage der Richtigkeit oder der Gerechtigkeit, wohl aber, ob diese Herrschaft durch Repräsentation und nach allgemeinen Gesetzen erfolgte.

### Webers Typen legitimer Herrschaft
Für die Soziologie definierte Max Weber den Herrschaftsbegriff grundlegend neu. Herrschaft verstand er als „Autorität, für einen bestimmten Befehl bei einem bestimmten Personenkreis Gehorsam zu finden“, folglich als soziale Relation. Zu jedem „echten Herrschaftsverhältnis“ gehört für Weber „ein bestimmtes Minimum an Gehorchenwollen, also Interesse (äußerem und innerem) am Gehorchen“. Herrschaft basiert somit auf dem Legitimitätsanspruch der Herrschenden und dem Legitimitätsglauben der Beherrschten. Für soziale Gruppen unterschied Weber „drei reine Typen legitimer Herrschaft“, die Legitimität beanspruchen und dadurch eine institutionalisierte und relativ dauerhafte Über- und Unterordnung erzeugen können: die legal-rationale, die charismatische und die traditionale Herrschaft.

### Moderne Soziologie, Politik- und Rechtswissenschaften
Im aktuellen wissenschaftlichen Diskurs findet der Begriff Herrschaftsform – insbesondere im Verhältnis zu den beiden anderen zentralen Begriffen der Politischen Theorie Staatsform und Regierungssystem – keine einheitliche Verwendung mehr. Oft wird die Herrschaftsform in Abgrenzung zur Staatsform im klassischen Sinne verstanden; während letztere nach der Form der formalen Herrschaftsorganisation und politischen Herrschaftsweise definiert wird, beschreibt die Herrschaftsform die faktische Ausgestaltung der Macht. Hierbei spielt der Träger der Staatsgewalt, der Souverän, eine entscheidende Rolle. Im modernen Sinne findet sich hinsichtlich der Staatsform häufig auch nur eine Unterscheidung zwischen Republik und Monarchie, die sich nach der Organisationsform eines Staates sowie nach der Stellung des Staatsoberhaupts richten. Es werden in der Literatur gelegentlich mehrere Herrschaftsformen in einem politischen Gebilde ausgemacht, etwa wenn ein Regime theokratische und demokratische Elemente aufweist (z. B. im Fall des Iran).
Während manche Autoren den Begriff explizit synonym zu „Regierungssystem“ verwenden, sehen andere Autoren die Herrschaftsform analog zum Regime als Struktur der Machtbeziehungen in einem Herrschaftssystem und das Regierungssystem als spezifische institutionelle Muster in einem bestimmten Regimetypus. Häufig orientiert sich in der modernen politikwissenschaftlichen Literatur der Begriff der Herrschaftsform an der auf Kant basierenden Unterscheidung der forma regiminis in legitimer-rechtsstaatlicher und illegitimer-willkürlicher Herrschaft. Die genaue Zuordnung einer Herrschaftsform zu einem politischen System kann je nach Eigenschaft weitergehend präzisiert werden. Das Regierungssystem bzw. die Regierungsform wird weiter nach der Funktionsweise der Regierung sowie der Stellung bzw. Kompetenz von Staatsoberhaupt, Regierungschef und Parlament unterschieden: So können einerseits Republiken präsidentiell, semipräsidentiell oder parlamentarisch sein und andererseits Monarchien sich auf der Ebene des Regierungssystems als parlamentarische, konstitutionelle oder absolute Monarchie kennzeichnen lassen. Diese Einteilung betrachtet vor allem die Legalität politischer Entscheidungen, während die Herrschaftsform auf andere Weise differenzieren muss, um die Frage nach der Legitimität des politischen Handelns beantworten zu können.
Im Gegensatz dazu wird insbesondere in der Soziologie aufgrund des inhaltlichen Hintergrunds oft auf die Herrschaftstypologie von Weber zurückgegriffen und die Kombination der Typen an realen politischen Gebilden untersucht – die normative Frage der Legitimität tritt dabei in den Hintergrund. Herrschaft ist hier, was Gehorsam findet. Demnach ist keine einheitliche Lesart der Herrschaftsform möglich; die jeweilige Interpretation hängt sowohl vom Fachgebiet als auch vom jeweiligen Untersuchungsgegenstand ab.